# Nihonjinron
El terme nihonjinron es fa servir per englobar els textos que tracten de la cultura del Japó i el caràcter dels japonesos com a grup separat de la resta. Inclou monografies assagístiques, obres de ficció i tractats científics de diversos gèneres.

## Història
El nihonjinron com a reflexió interna està present des dels textos antics, però és el rebuig a la influència xinesa el que el fa florir. L'escola kokugaku s'ha de llegir en aquesta línia. La política de Sakoku o tancament va refermar el suposat caràcter únic dels japonesos, tesi que pren una nova volada a partir de finals del segle xviii i especialment després de la Segona Guerra Mundial, quan el contacte amb les cultures occidentals (i la derrota bèl·lica) fa replantejar-se l'essència d'allò japonès.

## Tesis comunes
El nihonjinron afirma la diferenciació cultural dels japonesos de tots els altres grups humans (excepcionalisme) i per aquest motiu històricament ha estat fortament vinculat al nacionalisme nipó. Aquesta diferenciació prové de l'aïllament físic dels japonesos en les seves illes, que ha acabat configurant una cosmovisió (i segons alguns autors fins i tot una raça) única. La llengua, que també és d'una família diferent als idiomes veïns, ajuda a vehicular aquesta visió del món (segons la hipòtesi del relativisme lingüístic), de forma que els japonesos pensen diferent que la resta d'humans per influència de la seva llengua materna. Per això sovint els estrangers no comprenen tots els matisos de la cultura nipona i en fan una versió simplificada, que no té en compte la importància atorgada a la tradició, la bellesa i les relacions socials amb funcions ben definides, així com la mentalitat de fusió amb l'entorn, especialment amb la natura. Es condemna l'individualisme i tota la societat és vista com una gran família que comparteix lligams i arrels comunes.

## Crítiques
Alguns estudiosos han titllat el nihonjinron de proper al racisme. Denuncien que la suposada puresa ètnica japonesa no és tal, ja que sempre hi ha hagut intercanvis amb Corea i altres pobles orientals i dins del Japó viuen altres pobles, com per exemple els ainus, que no es relacionen genèticament amb els japonesos. La forta empremta de la cultura xinesa en diferents períodes històrics, que afecta el sistema d'escriptura i a la religió entre d'altres, fa que tampoc no es pugui afirmar un aïllament cultural consistent al llarg del temps.
També es critica la falta de rigor científic en les afirmacions, atès que es basen en tradicions o judicis de valor i no en estudis comprovables i replicables. L'etnocentrisme del nihonjinron fa que sigui difícil establir relacions amb camps del saber que provarien un contacte cultural continuat amb altres pobles. La confrontació que es fa entre Japó i la resta del món ha estat criticada per simplista, ja que no es pot agrupar tot Occident en un sol bloc, per exemple.
Els defensors del nihonjinron afirmen que aquestes crítiques parteixen justament d'un pensament aliè al país, on conceptes com la falsabilitat, el mètode o altres pertanyen a la visió del món occidental i no a la nipona i, per tant, serien una prova més de la necessitat d'aplicar solament mètodes propis per entendre la pròpia cultura.